# Shadaogou (köpinghuvudort i Kina, Hubei Sheng, lat 29,69, long 109,56)
Shadaogou (kinesiska: 沙道沟, 沙道沟镇) är en köpinghuvudort i Kina. Den ligger i provinsen Hubei, i den centrala delen av landet, omkring 460 kilometer väster om provinshuvudstaden Wuhan. Antalet invånare är 54 562. Befolkningen består av 26 235 kvinnor och 28 327 män. Barn under 15 år utgör 20,0 %, vuxna 15-64 år 67 %, och äldre över 65 år 11,0 %.
Runt Shadaogou är det ganska tätbefolkat, med 144 invånare per kvadratkilometer. Shadaogou är det största samhället i trakten. I omgivningarna runt Shadaogou växer i huvudsak blandskog.
Genomsnittlig årsnederbörd är 1 677 millimeter. Den regnigaste månaden är september, med i genomsnitt 284 mm nederbörd, och den torraste är december, med 18 mm nederbörd.